# James Wylie (Jazzmusiker)
James Wylie (* 1986) ist ein neuseeländischer Jazzmusiker (Altsaxophon, Klarinette).

## Leben und Wirken
Wylie wuchs in Wellington auf und lernte zunächst als Kind Piano und Geige, bevor er als Jugendlicher zum Saxophon wechselte und sich mit Jazz und improvisierter Musik beschäftigte. Nach Beendigung der Highschool studierte er an der New Zealand School of Music in Wellington, wo er den Bachelor of Music erwarb. In dieser Zeit trat er auch in Australien, Europa und Nordamerika auf und erhielt Stipendien des Aotea Performing Arts Trust und des Woolf Fisher Trust, was ihm die Fortsetzung seiner Studien am New England Conservatory of Music in Boston ermöglichte (Master of Music in Jazz Performance 2010). Während seines Aufenthalts in Boston arbeitete er u. a. mit Hayden Chisholm, Frank Gratkowski, Anthony Coleman, Jerry Bergonzi, Allan Chase, Dominique Eade, John McNeil, Cecil McBee, Bill McHenry, Tony Malaby und Chris Cheek; außerdem war er als Theatermusiker tätig, u. a. für eine Bühnenadaption der Kurzgeschichten von Haruki Murakami. Wylie beschäftigt sich u. a. mit zeitgenössischer und mikrotonaler Musik. Nach Jahren in Berlin lebt er aktuell (2017) in Thessaloniki und interessiert sich zunehmend für süd- und osteuropäische und benachbarte Musiktraditionen; bei Sokratis Sinopoulos lernte er die Lyra politika spielen. In Deutschland tritt er in der Formation Quite Fire (mit Kathrin Pechlof, Benjamin Schaefer, Igor Spallati und Max Andrzejewski) auf. Gegenwärtig (2018) leitet er James Wylie’s Lost Cities Ensemble, mit Nima Khoshravesh (Setar), Arman Sigarchi (Oud) und Reza Samani (Tombak).

## Diskographische Hinweise
- Boogie Hustlers (2010)
- Nadav Remez: So Far (2011)
- Anna Webber: Percussive Mechanics (2013)